# Oubogo
Oubogo (en macédonien Убого) est un village du centre de la Macédoine du Nord, situé dans la municipalité de Gradsko. Le village ne comptait aucun habitant en 2002. 